# Jednoćelijski organizam
Jednoćelijski organizmi su svi oni životni oblici (telesne organizacije) kod kojih samo jedna ćelija ima sve bitne osobine živih bića, a naročito individualnost (autonomiju), samopodešavanje (autoregulaciju) i samoponavljanje (autoreprodukciju).

## Pregled
Jedna od brojnih podela živog sveta je i prema složenosti telesne građe, koja ga svrstava u dve najšire kategorije:
- jednoćelijski i
- višećelijski organizmi (Metazoa).[3]

Jednoćelijski organizmi imaju samo jednu jedinu ćeliju, iako se ponekad okupljaju u kolonije. U ovu neformalnu kategoriju spadaju sve arheje, većina bakterija, neke gljive i mnogi protisti.
Ranije su se eukarioti delili samo na carstva biljaka i životinja, što znači da su se i svi jednoćelijski organizmi delili na jednoćelijske biljke i jednoćelijske životinje. Tako su ameboidni organizmi smatrani jednostavnim životinjama, pri čemu su neki uključivani u razred Eumycetozoa a bičari (Flagellata), kao na primer Euglena, ponekad jednoćelijskim algama a ponekad životinjama. Prema novijim stajalištima, svi jednoćelijski eukarioti svrstavaju se ili u carstvo protista ili Protoctisti.
Prema najnovijim spoznajama, Eumycetozoe se smatraju zasebnim carstvom. Iako kod većina ovih vrsta organizmi imaju jednu ćeliju, ona može sadržavati više jedara i može biti velika i do 80 cm. Uvrštavanje u carstvo gljiva takođe nije biološki prihvatljivo, jer su neke vrste ameboidne forme, čega kod gljiva nema.
Podela na jednoćelijske i višećelijske organizme je samo formalno-opisna i ne daje nikakvu informaciju o filogenetskim vezama i odnosima, načinu života, unutrašnjoj građi ili oblicima održavanja homeostaze, niti razmjene tvari sa životnim okruženjem ili oblicima formiranja potomstva.